# Frances Stonor Saunders
Pour les articles homonymes, voir Saunders.
Frances Stonor Saunders, née en 1966, est une journaliste et historienne britannique. 

## Biographie
Quelques années après être diplômée au St Anne's College de l'Université d'Oxford, elle se lance dans une carrière de réalisatrice de documentaires pour la télévision. Hidden Hands: A Different History of Modernism, réalisé pour Channel 4 en 1995, traite des liens entre différents critiques d'art et peintres expressionnistes abstraits avec la CIA. 
Who Paid the Piper?: CIA and the Cultural Cold War (paru en 1999, traduit en français en 2003), son premier ouvrage développé à partir de son travail documentaire, se concentre sur l'histoire du Congrès pour la liberté de la culture. Les autres publications de Stonor Saunders découlent de sa formation universitaire de médiéviste. 
En 2005, après quelques années en tant que rédactrice associée de l'hebdomadaire New Statesman, elle démissionne pour protester contre le licenciement du rédacteur en chef Peter Wilby. En 2005 et 2006, elle présente sur BBC Radio 3 Meetings of Minds, une série sur les rencontres entre intellectuels dans l'histoire. Elle contribue régulièrement à d'autres programmes de radio.

## Ouvrages
- (en) Hawkwood: The Diabolical Englishman, Londres, Faber & Faber, 2004,  (ISBN 978-0-571-21909-4)
- Qui mène la danse ? La CIA et la Guerre froide culturelle, Denoël, 2003.